# Fusil jezaïl

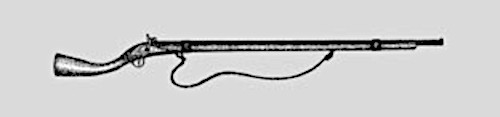
Un mousquet djezaïl.

Le fusil djezaïl (du mot pachto جزائل) était une arme à feu artisanale de conception simple et modique, à chargement par la bouche, commune dans le Raj britannique, l’Asie centrale et certaines contrées du Moyen-Orient.

## Traits caractéristiques

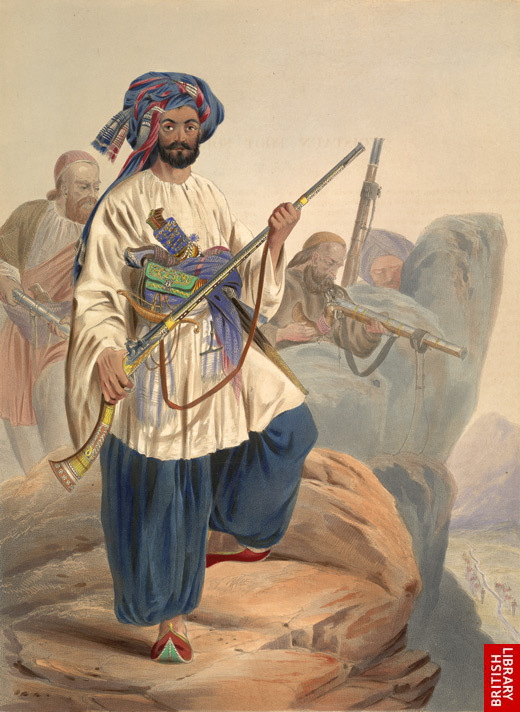
Lithographie d'un Kohistani armé de son djezail (Première guerre anglo-afghane).

Les djezaïls étaient des fusils de facture artisanale, souvent personnalisés, avec une abondante ornementation. Ils étaient dotés d'un canon d'une longueur inaccoutumée en Europe, et dont le principal exemple en Amérique aura été le Kentucky Rifle : cette carabine américaine, destinée principalement à la chasse, était de petit calibre (0,35 à 0,45 pouce) et ne pesait pas plus de 4,5 kg ; alors que les djezaïls étaient des armes de combat, d'où un calibre plus important (0,50 à 0,75 en général) et un poids de 5 à 6,5 kg ; ce poids plus important absorbait davantage l'énergie dégagée par la cartouche, permettant ainsi un recul moins important.
Certains djezaïls étaient à canon rayé ce qui, combiné à la longueur du canon, en faisait des armes très précises pour leur époque.
Le mécanisme de mise à feu était constitué d'une platine à mèche ou à silex. Comme les mécanismes à silex étaient complexes et difficiles à fabriquer, plusieurs djezaïls étaient équipés de mécanismes récupérés sur des Brown Bess.
La crosse, taillée à la main dans un bois lourd, était richement décorée, et arquée d'une façon inhabituelle. Le choix de cette forme est controversé : soit elle était exclusivement décorative, soit elle permettait de tirer avec le djezaïl coincé entre le bras et le torse, plutôt qu'armé contre l'épaule. Cette dernière hypothèse est critiquée parce qu'alors le visage du tireur aurait été dangereusement près du bassinet, outre le fait qu'il aurait été difficile de viser ; il est plus probable que le fusil n'était coincé sous le bras que lors des déplacements à dos de cheval ou de chameau. La découpe de la crosse servait aussi à alléger l'arme sans altérer son intégrité structurale. On tirait avec l'arme en tenant la crosse d'une main assez près de la gâchette, un peu comme un pistolet, la crosse passée sous l'avant-bras : on tirait ainsi à cheval.
En position de tir embusqué, le djezaïl était souvent posé sur une béquille, une corne ou un pupitre en métal.

## Les guerres anglo-afghanes

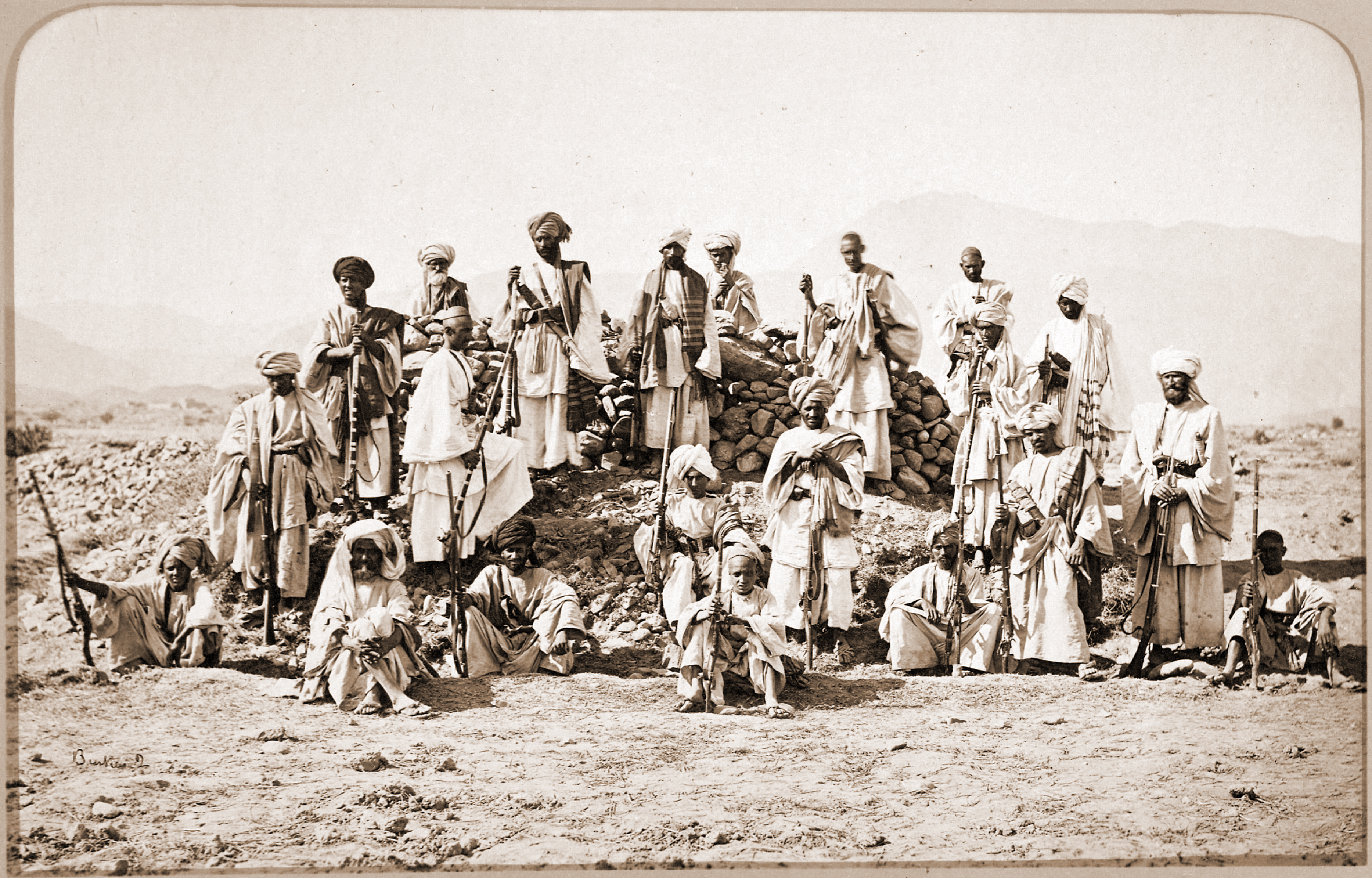
Photo de groupe de combattants Afridi, avec leurs djezaïls au début de la Seconde guerre anglo-afghane (1878).

Jusque dans les années 1880, le djezaïl était la principale arme à feu des combattants afghans et elle s'avéra d'une grande efficacité contre l'armée britannique. Les fusils britanniques Brown Bess à canon lisse n’étaient efficaces qu'à moins de 150 m et ne permettaient un feu précis qu'à 50 m. L'avantage de la portée de leurs tirs permit aux insurgés afghans de poster leurs tireurs en embuscade dans les anfractuosités de falaises et aux sommets des défilés. Cette tactique eut des effets dévastateurs sur l'armée britannique lors de la bataille de Gandamak, entre Kaboul et Djalalabad. Pourtant, malgré la portée inférieure des fusils Brown Bess, l'armée britannique prenait systématiquement le dessus sur les combattants djezaïl en terrain découvert.
Lors de la Première guerre anglo-afghane, les Britanniques établirent un cantonnement hors de Kaboul avec des murets pas plus hauts que la taille. Or, tout autour du cantonnement, il y avait plusieurs forts abandonnés suffisamment éloignés pour être hors de portée des tirs britanniques, mais suffisamment près pour que les tirs des Afghans portent. Lorsque les guerriers ghazis et d'autres contingents afghans se mirent à assiéger Kaboul et ce cantonnement, ils occupèrent précisément ces positions fortes et de là, purent à loisir harceler leur ennemi.
Voici la description qu'en donne un compte-rendu de la Première guerre anglo-afghane conservé à la British Library :
« Les tireurs afghans étaient experts pour ce qui est de la précision et leurs juzzails tiraient des balles durcies, de longs clous en fer voire des galets, portant jusqu'à 250 mètres. Les Afghans pouvaient passer leurs grandes carabines en travers de leurs épaules comme si elles ne pesaient pas plus qu'une plume, et sauter avec agilité de rocher en rocher. Ils adoraient les décorer : le [Lieutenant James] Rattray rapporte qu'il en a vu une incrustée de dents humaines. »

## Dans la littérature
Le fusil djezaïl est surtout connu comme l'arme qui blessa le Dr. Watson (le biographe du détective Sherlock Holmes) lors de la bataille de Maiwand, alors qu'il était engagé comme médecin militaire en Afghanistan. Le récit en est d'abord donné dans le roman Une étude en rouge : Watson y précise qu'il a été blessé à l'épaule ; mais dans le roman suivant, Le Signe des quatre, Watson dit qu'il a été blessé à la jambe ! Et dans la nouvelle Un aristocrate célibataire , la confusion est à son comble, le célèbre médecin de fiction indiquant que la balle est logée « dans l'un de ses membres. »  Ces incohérences sont à l'origine d'infinies spéculations parmi les Holmésiens.
Le fusil djezaïl est cité à plusieurs reprises dans les romans de Wilbur Smith, en particulier "Monsoon".
Le fusil djezaïl apparaît également dans le roman d'aventure Les Archives Flashman de George MacDonald Fraser, dont le protagoniste décrit le terrible massacre de l'Armée Britannique par des fusiliers afghans au cours du repli vers Djalalabad.
Le djézaïl symbolise une arme de fortune dans un poème de Rudyard Kipling qui rend hommage aux victimes britanniques des guerres coloniales: 
A scrimmage in a Border Station
A canter down some dark defile
Two thousand pounds of education
Drops to a ten-rupee jezail.
Le fusil djezaïl réapparaît dans un autre roman de Kipling, L'Homme qui voulut être roi : le romancier compare le « djezaïl de Kohat » (Kohat est une ville de l'actuel Pakistan) aux fusils Snider et Martini.  
P.G. Wodehouse dans « Jill l'intrépide » (1920) décrit comment l'oncle Chris, mobilisé en Inde, « montait et descendait la colline devant ses hommes sous une grêle de tirs jezail »